# Teugelgors
De teugelgors (Peucaea mystacalis) is een vogelsoort uit de familie Passerellidae.

## Kenmerken
Deze vogels zijn bruin gekleurd.

## Verspreiding en leefgebied
Deze soort is endemisch in centraal Mexico.